# Luca Zander
Luca-Milan Zander (Weyhe, 9 augustus 1995) is een Duits voetballer die als verdediger speelt voor TuS Blau-Weiß Lohne. 

## Carrière
Zander begon in 2000 met voetballen bij de plaatselijke amateurclub SC Weyhe. In 2006 kwam hij in de jeugdopleiding van Werder Bremen terecht. In 2013 maakte hij zijn debuut voor Werder Bremen II. Begin 2014 tekende Zander zijn eerste contract tot medio 2017 bij Werder Bremen. Anderhalf jaar later, op 26 september 2015, maakte Zander zijn debuut in het eerste elftal van de club in de wedstrijd tegen Bayer Leverkusen.
In juni 2017 werd Zander voor de duur van twee seizoenen verhuurd aan FC St. Pauli, uitkomend in de Zweite Bundesliga. De club lichtte na de huurperiode de optie tot koop in Zander's contract en nam hem definitief over van Werder Bremen. Hij tekende een contract dat hem tot medio 2023 aan de club bond. Na afloop van zijn contract trok  Zander naar SV Sandhausen, dat een divisie lager speelde.
Na een loopbaan met twee westrijden in de Bundesliga, 114 wedstrijden in de 2. Bundesliga en 84 wedstrijden in de 3. Liga stopte Zander in 2025 als profvoetballer. Hij ging spelen in de Regionalliga bij TuS Blau-Weiß Lohne.

## Statistieken
| Seizoen | Club                | Land      | Competitie        | Competitie | Competitie | Beker | Beker | Totaal | Totaal |
| Seizoen | Club                | Land      | Competitie        | Wed.       | Dlp.       | Wed.  | Dlp.  | Wed.   | Dlp.   |
| ------- | ------------------- | --------- | ----------------- | ---------- | ---------- | ----- | ----- | ------ | ------ |
| 2013/14 | Werder Bremen II    | Duitsland | Regionalliga Nord | 12         | 0          | -     | -     | 12     | 0      |
| 2014/15 | Werder Bremen II    | Duitsland | Regionalliga Nord | 4          | 0          | -     | -     | 4      | 0      |
| 2015/16 | Werder Bremen II    | Duitsland | 3. Liga           | 14         | 0          | -     | -     | 14     | 0      |
| 2015/16 | Werder Bremen       | Duitsland | Bundesliga        | 2          | 0          | 0     | 0     | 2      | 0      |
| 2016/17 | Werder Bremen II    | Duitsland | 3. Liga           | 31         | 0          | -     | -     | 31     | 0      |
| 2016/17 | Werder Bremen       | Duitsland | Bundesliga        | 0          | 0          | 0     | 0     | 0      | 0      |
| 2017/18 | FC St. Pauli (huur) | Duitsland | 2. Bundesliga     | 18         | 0          | 0     | 0     | 18     | 0      |
| 2018/19 | FC St. Pauli (huur) | Duitsland | 2. Bundesliga     | 12         | 0          | 0     | 0     | 12     | 0      |

## Erelijst

### Club
Werder Bremen II
- Regionalliga Nord: Winnaar  (1): 2015